# 52655 Villermaux
52655 Villermaux è un asteroide della fascia principale. Scoperto nel 1998, presenta un'orbita caratterizzata da un semiasse maggiore pari a 2,333364 UA e da un'eccentricità di 0,129230, inclinata di 7,173739° rispetto all'eclittica. Ha un diametro di 2,980 km.